# Со Ю Джін
Со Ю Джін (кор. 소유진, нар. 11 серпня 1981) — південнокорейська акторка. Найбільш відома головними ролями в телевізійних серіалах «Новачок» (2000), «Смачна пропозиція» (2001), «Лис і цукрова вата» (2001), а також у серіалі «Суперник» (2002) та фільмі «Май Ратіма» (2013).

## Особисте життя
19 січня 2013 року Ю Джін одружилася з Пек Чон Вона, шеф-кухарем та головним виконавчим директором 26 франшиз ресторанів із 169 філіями по всій країні. 9 квітня 2014 року народила сина Пек Йон Хі. 21 вересня 2015 року народила доньку Пек Со Хьон. У квітні 2016 року батько Ю Джін помер у день народження її сина. 8 лютого 2018 року Со Ю Джін народила доньку Пек Се Ин.
У квітні 2013 року вона стала амбасадоркою доброї волі «Сеульського міжнародного фестивалю індустрії краси», а у березні 2012 року — амбасадоркою доброї волі A Clean.12 грудня 2011 року — програми «life sharing».

## Фільмографія

### Телесеріали
| Рік       | Назва                                     | Роль                                         | Мережа        |
| --------- | ----------------------------------------- | -------------------------------------------- | ------------- |
| 2000      | «Чесноти»                                 | Кісен                                        | SBS           |
| 2000-2001 | «Новачок»                                 | Ом Су Ґьон                                   | SBS           |
| 2001      | «Смачна пропозиція»                       | Ма Сі Не                                     | MBC           |
| 2001      | «Круто»                                   | Хан Со Йон                                   | KBS2          |
| 2001—2002 | «Лис і цукрова вата»                      | Ан Сон Ньо                                   | MBC           |
| 2002      | «Суперник»                                | Чон Та Ін                                    | SBS           |
| 2003      | «Стручок гороха мого життя»               | Чхве Ин Йон                                  | MBC           |
| 2003      | «Хороша людина»                           | Сін Чі У                                     | MBC           |
| 2004-2005 | «Драма з неочікуваним поворотом»          | Н/Д                                          | SBS           |
| 2005      | «Милий чи скажений»                       | Со Ю Джін                                    | SBS           |
| 2006      | «Сеул 1945»                               | Мун Сок Ґьон                                 | KBS1          |
| 2006      | «Самотність в коханні»                    | Дівчина на сліпому побаченні (камео, сер. 1) | SBS           |
| 2007      | «Високий удар ногою»                      | Тимчасовий помічник (камео, сер. 107)        | MBC           |
| 2007-2008 | «Тридцять тисяч миль у пошуках мого сина» | На Сун Йон                                   | SBS           |
| 2010      | «Золота рибка»                            | Мун Хьон Джін                                | MBC           |
| 2012      | «Щасливий кінець»                         | Кім Ким Ха                                   | jTBC          |
| 2012      | «Не можу жити без тебе»                   | Кан Чі Ин                                    | MBC           |
| 2013      | «Спеціальна драма: Щасливі! День троянд»  | Ка Йон                                       | KBS2          |
| 2013      | «Бель амі»                                | Чек Хі (гостьова поява, серії 1–4)           | KBS2          |
| 2013      | «Картопляна зірка 2013QR3»                | Підозріла домогосподарка (камео, сер. 11)    | tvN           |
| 2015      | «Чудова історії: Сестри Кім»              | Лі Нан Йон                                   | TV Chosun/tvN |
| 2016      | «П'ять достатньо»                         | Ан Мі Джон                                   | KBS2          |
| 2018      | «Моє цілюще кохання»                      | Ім Чхі У/Чхве Чхі Ю                          | MBC           |

### Фільми
| Рік  | Назва                                                                                  | Роль        | Примітки |
| ---- | -------------------------------------------------------------------------------------- | ----------- | -------- |
| 2001 | «Rundim» (мультфільм)                                                                  | Н/Д         |          |
| 2002 | «2424»                                                                                 | Ток Ко Джін |          |
| 2005 | «Дощовий день»                                                                         | Су Джін     |          |
| 2006 | «Трикольорова історія кохання» (короткометражний фільм «Я в порядку»)                  | Ин Йон      |          |
| 2009 | «Коротко! Коротко! Коротко! 2009: Покажи мені гроші» (короткометражний фільм «Ситком») | Сан Сок Ньо | [ 17 ]   |
| 2010 | «Втікти»                                                                               | Лі Со Йон   |          |
| 2011 | «Вечеря» (короткометражний фільм)                                                      | Н/Д         |          |
| 2013 | «Май Ратіма»                                                                           | Йон Джін    | [ 18 ]   |

### Вар'єте
- «Доповідь О Ин Йон — Південна пара» (2022, ведуча)[19]
- Спеціальні серії до чхусока: «Повернення супермами» (2021) (KBS2, Акторка)[20]
- «Повернення Супермена» (2020–дотепер) (Оповідачка: Епізод 341–дотепер)
- «Шоу! Аудіо жокей» (tvN, 2019)[21]
- «Ми заканалимо тебе» (SBS, 2019)
- «Чудовий день» (MBC Music, 2012)
- «Розділ ТБ: Новини розваг» (MBC, 2001—2002)
- «Inkigayo (популярна музика)» (SBS, 2001—2002)
- «Музична скринька» (iTV, 2001)
- «У пошуках найкращого» (SBS, 2000)

## Театр
- «Між краплями дощу» (2008)
- «Король Лір» (2021)[22]
- «Кім Джі Йон, яка народилася в 1982 році» як Кім Джі Йон (2022)[23]

## Радіопрограми
- «Тобі, хто забув ніч» із Со Ю Джін (KBS Happy FM, 2009)
- «Популярні пісні» з Со Ю Джін (KBS Happy FM, 2006)

## Нагороди та номінації
| Рік  | Нагорода               | Категорія                                                       | Робота                                       | Результат | Примітки |
| ---- | ---------------------- | --------------------------------------------------------------- | -------------------------------------------- | --------- | -------- |
| 2001 | Премія MBC розваги     | Нагорода за майстерність                                        | «Розділ ТБ: Новини розваг»                   | Перемога  |          |
| 2001 | Премія MBC драма       | Найкраща нова акторка                                           | «Смачна пропозиція»                          | Перемога  | [ 24 ]   |
| 2002 | Премія мистецтв Пексан | Нагорода за популярність (жінки) (телебачення)                  | «Суперник»                                   | Перемога  |          |
| 2002 | Премія SBS драма       | Топ 10 зірок                                                    | «Суперник»                                   | Перемога  | [ 25 ]   |
| 2002 | Премія SBS драма       | Нагорода за популярність (акторки)                              | «Суперник»                                   | Перемога  | [ 25 ]   |
| 2003 | Премія MBC драма       | Нагорода за майстерність, найкраща акторка                      | «Стручок гороха мого життя», «Хороша людина» | Перемога  | [ 26 ]   |
| 2010 | Премія MBC драма       | Нагорода за майстерність, найкраща акторка                      | «Золота рибка»                               | Номінація |          |
| 2012 | Премія MBC драма       | Нагорода за майстерність, найкраща акторка мильної опери        | «Не можу жити без тебе»                      | Номінація |          |
| 2016 | Премія KBS драма       | Нагорода за майстерність, найкраща акторка довготривалої драми  | «П'ять достатньо»                            | Перемога  |          |
| 2018 | Премія MBC драма       | Нагорода за високу майстерність, найкраща акторка мильної опери | «Моє цілюще кохання»                         | Перемога  | [ 27 ]   |
| 2021 | Премія KBS розваги     | Нагорода за майстерність у категорії «Реаліті»                  | «Повернення Супермена»                       | Номінація | [ 28 ]   |